# Índice de alfabetización

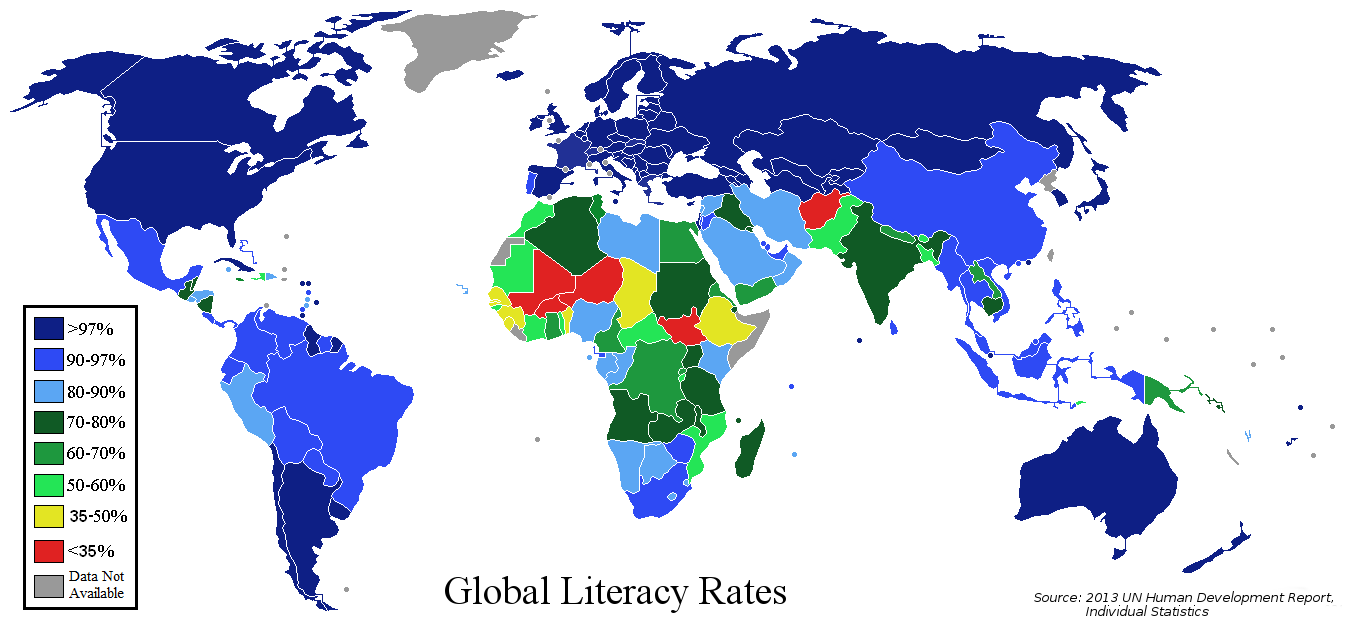
índice de alfabetización del mundo (2013).

El índice o tasa de alfabetización es el porcentaje de la población que sabe leer o escribir después de determinada edad. No existe una convención internacional acerca de la edad a tomar en cuenta ni el nivel cualitativo de lectura o escritura. La alfabetización es uno de los principales indicadores utilizados para la medición del IDH.